# Morris Albert
Morris Albert (ur. jako Maurício Alberto Kaisermann, 7 września 1951 w São Paulo) – brazylijski piosenkarz. Najbardziej znany z utworu „Feelings” (1975), który stał się międzynarodowym hitem. Określany jest jako artysta jednego przeboju.
Piosenka „Feelings” okryła się złotem w Stanach Zjednoczonych i platyną w Kanadzie. Covery utworu utworzyły takie gwiazdy jak Ella Fitzgerald, Nina Simone, Shirley Bassey, Barbra Streisand, Julio Iglesias, Andy Williams, Caetano Veloso, Sarah Vaughan, Cher czy grupa punkrockowa The Offspring.
Artysta sprzedał płyty w ponad 50 krajach. Ich łączna liczba wynosi około 160 milionów egzemplarzy.

## Dyskografia

### Albumy
- Feelings (1975)
- Morris Albert (1976)

### Single
- Feelings (1975)
- Sweet Loving Man (1976)